# Сунь Ке
Сунь Ке (кит.: 孙可, нар. 26 серпня 1989, Сюйчжоу) — китайський футболіст, нападник клубу «Шеньчжень» та національної збірної Китаю.

## Клубна кар'єра
У дорослому футболі дебютував 2007 року виступами за команду клубу «Цзянсу Сайнті», кольори якої захищав до 2015 року.

## Виступи за збірну
У 2013 році дебютував в офіційних матчах у складі національної збірної Китаю. Наразі провів у формі головної команди країни 23 матчі, забивши 5 голів.
У складі збірної був учасником кубка Азії з футболу 2015 року в Австралії.

## Титули і досягнення
- Володар Суперкубка Китаю (1):

Цзянсу Сайнті: 2013
- Володар Кубка Китаю (1):

Цзянсу Сайнті: 2015